# Wilshire/La Brea (Metro de Los Ángeles)
Wilshire/La Brea es una estación en la línea D del Metro de Los Ángeles bajo construcción por la Autoridad de Transporte Metropolitano del Condado de Los Ángeles. Se encuentra localizada en los distritos de Mid-Wilshire en Los Ángeles, California, entre Wilshire Boulevard y La Brea Avenue.
La línea esta bajo construcción de fase 1 de la extensión purpura por Los Ángeles.

## Servicios
Metro services
- Metro Local: 18, 20, 66, 207, 209
- Metro Rapid: 710, 720, 757, 920 (días de semanas en horas pico)

Otros servicios
- Foothill Transit: 481 (días de semanas en horas pico)
- LADOT DASH: Wilshire Center/Koreatown, Hollywood/Wilshire